# Una qüestió de perspectiva
"Una qüestió de perspectiva" (títol original en anglès "A Matter of Perspective") és el catorzè episodi de la tercera temporada de la sèrie de televisió de ciència-ficció estatunidenca Star Trek: La nova generació, i el 62è de tota la sèrie, que es va emetre originalment el 12 de febrer de 1990, en redifusió als Estats Units. Fou dirigit per Cliff Bole amb guió d’Ed Zuckermann. Es va inspirar en la pel·lícula de 1950 Rashomon d’Akira Kurosawa.
Ambientada al segle XXIV, la sèrie segueix les aventures de la tripulació de la nau de la Flota Estel·lar de la Federació Enterprise-D sota el comandament del capità Jean-Luc Picard. En aquest episodi, el comandant Riker és acusat d'assassinar un científic i s'enfronta a una audiència d'extradició a bord del Enterprise, on es torna a crear la versió de tothom del que va passar a l'holocoberta. Mentrestant, la nau està danyada per una misteriosa radiació que la resta de la tripulació treballa per resoldre.
L'episodi inclou temes de subjectivitat en la percepció i la memòria, així com el principi de presumpció d'innocència en els procediments judicials. Això segueix la tradició dels episodis de Star Trek que examinen la llei i la justícia.

## Argument
Amb un examen planetari de rutina per endavant, la nau estel·lar de la Federació Enterprise envia Comandant Riker (Jonathan Frakes) i l'enginyer en cap La Forge (LeVar Burton) a l'estació espacial de recerca de Botanica Quatre orbitant Tanuga Quatre per comprovar el progrés del treball del  Dr. Nel Apgar (Mark Margolis), un tanugà que ha estat treballant en les ones Krieger, una nova font d'energia promesa per a la Federació. Quan l' Enterprise torna, se li diu al capità Picard (Patrick Stewart) que Riker es va quedar per tenir una reunió privada amb Apgar, i moments després que Riker es transportés de tornada a la nau, l'estació explota, matant a Apgar i gairebé matant a Riker a causa de l'explosió que va interrompre el procés del transportador. L'investigador tanugà Krag (Craig Richard Nelson) puja a bord per acusar a Riker d'assassinat; sota la llei tanugana, Riker és culpable fins que no es demostri innocent, i Krag demana l'extradició de Riker. El capità Picard demana que celebrin una audiència a bord de l' Enterprise per determinar la culpabilitat de Riker. Això implica l'ús d'una holocoberta, recreant els esdeveniments de l'estació a partir dels registres de dades i el testimoni de Riker, l'esposa del Dr. Apgar Manua (Gina Hecht) i la seva ajudant d'investigació Tayna (Juliana Donald).
A la recreació de l'holocoberta, Krag demostra que un feix d'energia dirigit -des de la ubicació de Riker abans del transport- va colpejar el convertidor d'ones Krieger, destruint-lo i l'estació, però la seva teoria és que Riker va disparar un faser just abans de sortir. Riker presenta el seu cas primer, amb la seva simulació que mostra l'Apgar molt agitat amb la presència de la Federació abans que estigui preparat per a ells, i la Manua coquetejant obertament amb Riker. Aleshores, la Manua fa passades agressives a Riker a les habitacions dels hostes quan Apgar els entra, intenta atacar Riker, però Riker el sotmet. Apgar se'n va amb Manua donant a Riker una amenaça velada. La simulació de Riker conclou amb el seu enfrontament final on Apgar li diu a Riker que presentarà una queixa formal sobre el seu comportament i l'acusa de possiblement danyar el projecte amb informació sense fonament a l'informe de progrés de Riker.
En la versió de Manua dels esdeveniments, és una dona adorable, amb el seu marit prometent riques recompenses que provenen del projecte. Des del seu punt de vista,  Riker és qui fa els avenços, i quan estan sols a l'habitació dels hostes, Riker amenaça amb violar-la quan el seu marit arriba per defensar-la, però Riker el domina i amenaça amb tancar el projecte. Durant un recés, Riker afirma a la Consellera Troi (Marina Sirtis) que mai va agredir a Manua, i Troi el creu, però ella li diu que Manua creu que els fets van passar tal com es descriu, i que "és la veritat tal com la recordeu cadascun de vosaltres".
El testimoni de la Tayna és la seva versió dels esdeveniments des del punt de vista d'Apgar tal com li va dir. Picard intenta rebutjar el testimoni com a oïda, tanmateix, la llei tanugana permet aquest testimoni, així que continuen. En la seva simulació, quan l'Apgar s'enfronta a Riker i Manua, l'Apgar és qui ha de sotmetre amb èxit a Riker, deixant-lo amenaçant amb matar l'Apgar. Segons els testimonis presentats, Picard no està segur que el cas de Riker sigui prou fort com per evitar l'extradició.
Mentrestant, la tripulació de l' Enterprise troba polsos molt enfocats d'una radiació intensa i desconeguda colpejant parts de la nau, fent forats a través de les mampares. La Forge tem què passaria si això succeís dins del reactor de curvatura. L'avaluació inicial és que l'únic punt en comú és el moment d'aquests esdeveniments, que després d'un examen més aprofundit, aviat tracen que són precisament en el temps amb el generador d'ones a la superfície, que havia continuat funcionant després de la destrucció de l'estació. Picard s'adona de la veritat i prepara una nova simulació a l'holocoberta.
Amb Krag, Manua, Tayna i Riker tots presents, Picard demostra a través d'una combinació de testimonis que Apgar estava més interessat en l'èxit financer potencial de completar el convertidor d'ones Krieger; no ho aconseguiria a través de la Federació, i Picard postula que de fet estava intentant armar el projecte per guanyar diners, explicant així la seva hostilitat cap a la presència de Riker. A més, Picard suggereix que Apgar havia construït el convertidor amb èxit; la simulació de l'holocoberta, sent també totalment funcional, ha estat centrant l'energia del generador al planeta, donant lloc a la radiació perjudicial experimentada a la nau, que La Forge va identificar com a ones de Krieger. Picard completa la seva explicació executant la simulació holocoberta del moment del transport de Riker, sincronitzada amb el generador planetari: la simulació holocoberta mostra que Apgar havia apuntat el generador d'ones Krieger a Riker, però quan el feix d'energia el va colpejar, el feix va rebotar en el camp del transportador i va colpejar el convertidor, destruint-lo i l'estació. Krag està d'acord amb la conclusió que Apgar es va suïcidar accidentalment i Riker és exonerat.

## Repartiment i doblatge al català
La sèrie va ser doblada al català pels estudis Tramontana (primera part) i Soundtrack (segona part) i emesa a TV3 l’any 1991. Els dobladors de l'episodi foren:
| Personatge      | Actor/actriu         | Veu en català   |
| --------------- | -------------------- | --------------- |
| Jean-Luc Picard | Patrick Stewart      | Joan Crosas     |
| William Riker   | Jonathan Frakes      | Antoni Forteza  |
| Data            | Brent Spinner        | Joaquim Sota    |
| Geordi La Forge | LeVar Burton         | Aleix Estadella |
| Worf            | Michael Dorn         | Enric Arquimbau |
| Beverly Crusher | Gates McFadden       | Aurora Garcia   |
| Deanna Troi     | Marina Sirtis        | Victòria Pagès  |
| Wesley Crusher  | Will Wheaton         | Roger Pera      |
| Krag            | Craig Richard Nelson | Pep Madern      |
| Manua Apgar     | Gina Hecht           | ?               |
| Donald          | Juliana Donald       | Esther Artero   |
| Nel Apgar       | Mark Margolis        | Antonio Crespo  |
| Miles O'Brien   | Colm Meaney          | Joan Pera       |

## Producció
L'estrella convidada Juliana Donald, que va interpretar el personatge de Tayna (l'assistent d'Apgar), va dir en una entrevista que la part més difícil d'interpretar el paper de Tayna a "Una qüestió de perspectiva" va ser com era d'estoic el personatge, la qual cosa significava relacionar les emocions internes del personatge de manera més subtil. Per ser seleccionada per al paper de Tayna va fer l’audició moltes vegades. name=donalinterview/> El grup d'audició per al repartiment incloïa el productor, el director i els guionistes. Donald va tenir més aparicions a la franquícia Star Trek, com a diferents personatges, a l'episodi  de Deep Space Nine  "Prophet Motive" (episodi 16 de la temporada 3) i en el videojoc Star Trek: Borg.
"Una qüestió de perspectiva" va ser dirigit per Cliff Bole, que també va dirigir 25 altres episodis de Star Trek: La nova generació.
David Krieger va ser l'assessor científic d'aquest episodi, i la tecnologia de l'element argumental de l'episodi porta el seu nom.
El director de fotografia era Marvin Rush, que havia començat amb la temporada 3 de Star Trek: La nova generació i ocuparia aquest paper fins a la temporada 5 de la sèrie. Anteriorment, una sitcom en què havia treballat va guanyar un Premi Peabody als anys vuitanta; va anar a treballar a Star Trek fins al 2005, incloent la direcció d'un episodi de TNG, i també va treballar en altres programes de la franquícia Star Trek en diverses funcions.
El model de disseny de l'estació espacial del programa és dels llargmetratges Star Trek 2: La còlera del Khan i Star Trek: La pel·lícula.

## Emissió i llançament
L'episodi es va emetre a la televisió el 12 de febrer de 1990.
L'episodi va ser llançat al Japó a LaserDisc el 5 de juliol de 1996, al conjunt de mitja temporada Log. 5: Third Season Part.1 per CIC Video. Aquest incloïa episodis fins a "Una qüestió de perspectiva" en discos òptics de doble cara de 12 polzades. El vídeo estava en format NTSC amb pistes d'àudio tant en anglès com en japonès.
"Una qüestió de perspectiva" es va llançar en videocasset VHS el 23 de maig de 1995.Aquest va ser un llançament com a episodi únic a la cinta. L'episodi es va publicar amb la caixa del DVD de la tercera temporada de Star Trek: La nova generació, llançat als Estats Units el 2 de juliol de 2002. Tenia 26 episodis de la temporada 3 en set discos, amb una pista d'àudio Dolby Digital 5.1. Va ser llançat en Blu-ray d'alta definició als Estats Units el 30 d'abril de 2013.
Un exemple d'un llançament en streaming va ser l'any 2015, la versió en HD remasteritzada va arribar al servei de vídeo en streaming Netflix.

## Recepció
En una revisió d'aquest episodi el 2010 per The A.V. Club, van notar l'humor del comentari de Data sobre la pintura de Picard i, en general, van qualificar l'episodi com a B-. També van suggerir que l'episodi hauria estat millor si un altre personatge hagués interpretat el paper en què estava Riker.
El 2011, Keith DeCandido va valorar l’episodi a tor.com com un episodi molt pobre de Star Trek: La nova generació que no fa justícia al seu material original. Això és encara més molest en aquest cas, ja que se sospita que Riker ha imitat minuciosament l'estructura de Rashomon. Rashomon tracta del fet que tots els narradors no són fiables i les seves declaracions són, en el millor dels casos, una aproximació a la veritat. Tanmateix, l'episodi no pot tornar a explicar aquesta història de manera creïble perquè els espectadors ja coneixen a Riker i immediatament queda clar que la seva representació pel Dr. Apgar i la seva dona no pot ser certa. La resolució científica del cas soscava encara més la premissa de Rashomon. Tanmateix, DeCandido va trobar la implementació concreta de la resolució força elegant.